# Décembre 1773

## Événements
- 8 décembre : assemblée publique de la Société Royale des Sciences, tenue dans la grande salle de l'Hôtel-de-Ville de Montpellier, en présence des États de la Province de Languedoc.

- 16 décembre : Boston Tea Party. Pour protester contre les taxes, des bostonniens, déguisés en Indiens, jettent une cargaison de 342 caisses de thé à la mer à Boston; cet événement provoque la réaction du cabinet conservateur de Lord North qui vote plusieurs lois qui ruinent le commerce de Boston et les libertés du Massachusetts[1]. C’est le début des troubles dans les colonies britanniques d’Amérique du Nord.

- 26 décembre : Pougatchev bat les troupes régulières russes de Tchernychev sur les bords de la Sakmara[2].

## Naissances
- Robert Surcouf.

- 2 décembre : Robert Brown, botaniste britannique († 1858).
- 17 décembre : Sylvain Charles Valée, maréchal de France.
- 21 décembre : Robert Brown († 1858), botaniste écossais.
- 27 décembre : George Cayley († 1857), physicien britannique, inventeur du planeur.